# إلدون نيلسون
إلدون نيلسون (بالإنجليزية: Eldon Nelson)‏ هو فارس أمريكي، ولد في 28 يناير 1927، وتوفي في 16 مارس 2012 في سيدار فالي في الولايات المتحدة.